# Ewerby
Ewerby est un village du Lincolnshire, en Angleterre.